# FC Slobozia Mare
FC Slobozia Mare este un club de fotbal din Slobozia Mare, Republica Moldova, care în prezent evoluează în Divizia „B” Sud. Anterior echipa a evoluat câteva sezoane și în Divizia "A".

## Palmares
- Divizia "B"

Câștigătoare (1): 1994-95